# 加柳埃斯
加柳埃斯（西班牙語：Gallués）是西班牙纳瓦拉的一个市镇。总面积43平方公里，总人口121人（2001年），人口密度3人/平方公里。